# Barbora Hlavicová
Barbora Hlavicová (rozená Štefková, * 4. dubna 1995 Olomouc) je bývalá česká profesionální tenistka. Ve své kariéře na okruhu WTA Tour nevyhrála žádný turnaj. V rámci okruhu ITF získala devět titulů ve dvouhře a dvanáct ve čtyřhře. Od roku 2013 byl domovským oddílem TK Agrofert Prostějov.
Na žebříčku WTA byla ve dvouhře nejvýše klasifikována v únoru 2017 na 154. místě a ve čtyřhře pak v lednu 2019 na 100. místě. Trénovala ji matka Sylva Štefková.
Pro dlouhodobé zdravotní problémy s reaktivní artritidou, která jí způsobovala bolesti obou zápěstí, předčasně ukončila profesionální kariéru v červnu 2019 ve věku 24 let. Poslední turnaj odehrála na travnatém Libéma Open 2019 v 's-Hertogenboschi. Následně se stala tenisovou expertkou ve sportovní redakci České televize.

## Tenisová kariéra
V rámci hlavních soutěží událostí okruhu ITF debutovala v červnu 2012, když na turnaji v Jablonci nad Nisou s dotací 10 tisíc dolarů prošla kvalifikačním sítem. Po výhře nad Karolínou Stuchlou ji ve druhém kole vyřadila Maďarka Vanda Lukacsová. Premiérový titul v této úrovni získala během srpna 2013 ve švýcarském Caslanu, když ve finále dvouhry zdolala švýcarskou hráčku Chiaru Grimmovou ve dvou setech. Spolu se Sarou Ottomanovou triumfovala i ve čtyřhře. Na olomoucký ITS Cup 2013 s rozpočtem 100 tisíc dolarů obdržela jako 991. tenistka žebříčku WTA divokou kartu. V úvodním kole podlehla druhé nasazené Barboře Záhlavové-Strýcové, přestože v rozhodující sadě vedla 5–2 na gamy a nedokázala využít žádný z osmi mečbolů.
Z dubnového Lale Cupu 2016, konaného v Istanbulu, si odvezla první trofej z události ITF dotované 50 tisíci dolary. Tituly vyhrála v obou soutěžích. Ve finále dvouhry porazila Rusku Anastasiji Pivovarovovou a ve čtyřhře si po boku uzbecké hráčky Niginy Abduraimovové poradila s párem Lidzija Marozavová a Valentina Ivachněnková.

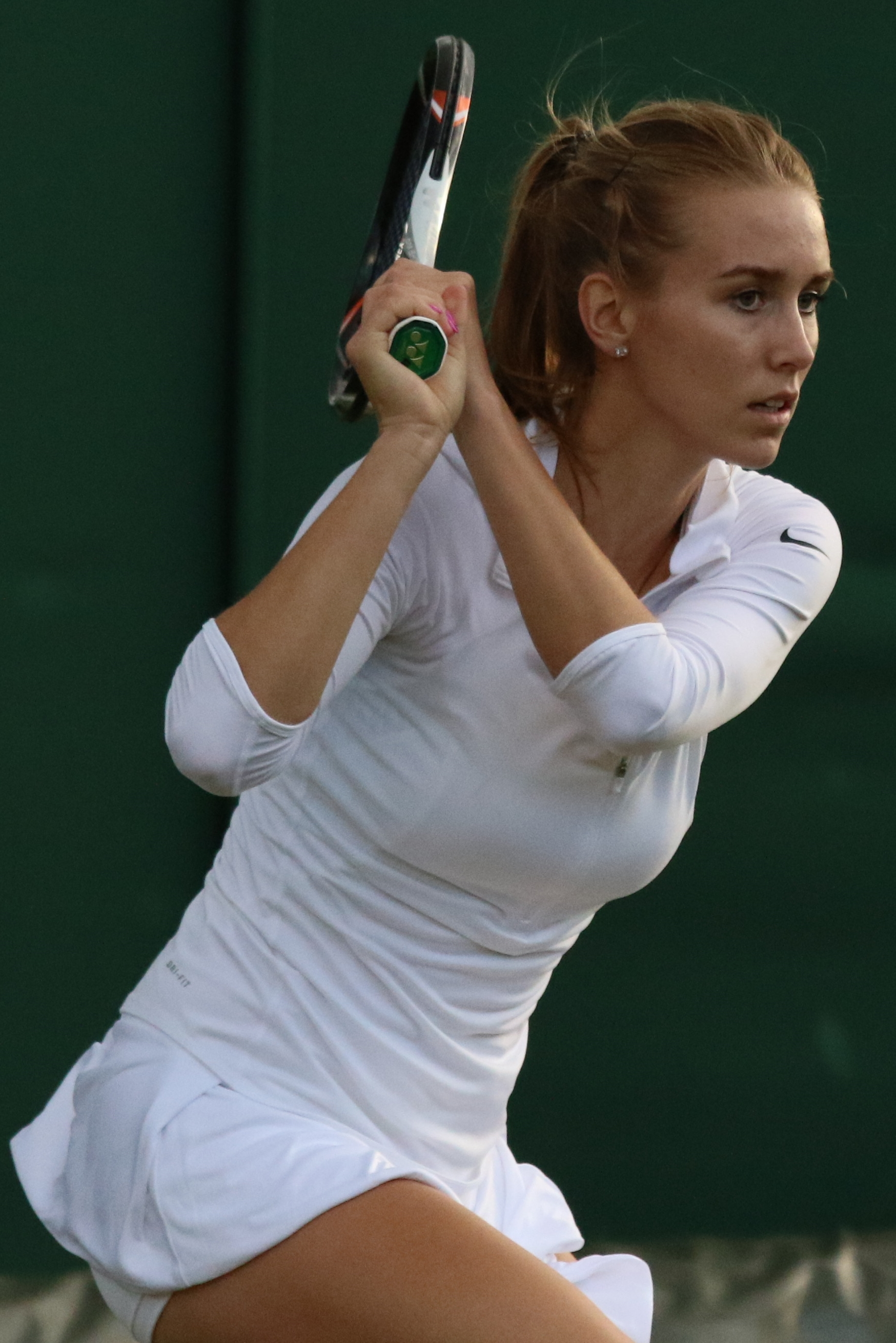
Bekhend v kvalifikaci Wimbledonu 2016

V hlavní soutěži okruhu WTA Tour debutovala v zářijové dvouhře Coupe Banque Nationale 2016 v kanadském Québecu. Do singlové soutěže postoupila až jako šťastná poražená z kvalifikace poté, co odstoupila Bethanie Matteková-Sandsová. V prvním kole pak překvapivě zdolala druhou nasazenou Němku a obhájkyni titulu Anniku Beckovou, figurující na 38. příčce. Ve druhé fázi nestačila na Belgičanku Alison Van Uytvanckovou. V průběhu turnaje jí ve světové klasifikaci patřila 112. pozice.
Debut v nejvyšší grandslamové kategorii zaznamenala v kvalifikaci ženské dvouhry French Open 2016. Po vyřazení Srbky Jovany Jakšićové skončila na raketě favorizované Daniely Hantuchové.
Sezónu 2017 rozehrála na aucklandském ASB Classic, kde postoupila z tříkolové kvalifikace po výhrách nad Paulou Cristinou Gonçalvesovou, Mandy Minellaovou a Terezou Martincovou. V úvodním kole však podlehla krajance a čtvrté nasazené Barboře Strýcové ve dvou setech.
Premiérové finále na okruhu WTA Tour odehrála na travnatém Mallorca Open 2018, když z finále deblové soutěže odešly s krajankou Lucií Šafářovou poraženy od nejvýše nasazeného slovinsko-španělského páru Andreja Klepačová a María José Martínezová Sánchezová až v rozhodujícím supertiebreaku.
Debut v hlavní soutěži nejvyšší grandslamové kategorie přišel v ženském singlu Wimbledonu 2018 po zvládnuté tříkolové kvalifikaci. V úvodním kole dvouhry však na nizozemskou turnajovou dvacítku Kiki Bertensovou uhrála jen pět gamů. Na daném londýnském grandslamu dosáhla nejvyšší procentuální úspěšnost vyhraných míčů po druhém podání ze všech hráček.
V českém fedcupovém týmu neodehrála žádné utkání.

## Soukromý život
Narodila se roku 1995 v Olomouci. Tenis začala hrát v šesti letech a následujících devět sezón ji trénovala matka Sylvia Štefková (nar. 1970), která ve dvouhře žebříčku WTA nejvýše figurovala v únoru 1993 na 275. místě. Preferuje rychlý a nátlakový herní styl.
V roce 2015 absolvovala olomoucké Gymnázium Čajkovského. Poté nastoupila na dálkové studium oboru trenérství a sport na Fakultě tělesné kultury Univerzity Palackého.
V červnu 2022 se vdala za Jana Hlavicu. V listopadu téhož roku se do manželství narodil syn Vincent Hlavica.

## Finále na okruhu WTA Tour
| Legenda                           |
| --------------------------------- |
| D – dvouhra; Č – čtyřhra          |
| Grand Slam (0)                    |
| Turnaj mistryň (0)                |
| Premier Mandatory & Premier 5 (0) |
| Premier (0)                       |
| International (0–1 Č)             |

### Čtyřhra: 1 (0–1)
| Stav       | č. | datum           | turnaj              | povrch | spoluhráčka    | soupeřky ve finále                               | výsledek         |
| ---------- | -- | --------------- | ------------------- | ------ | -------------- | ------------------------------------------------ | ---------------- |
| Finalistka | 1. | 24. června 2018 | Mallorca, Španělsko | tráva  | Lucie Šafářová | Andreja Klepačová María José Martínez Sánchezová | 1–6, 6–3, [3–10] |

## Finále série WTA 125
| Legenda                  |
| ------------------------ |
| D – dvouhra; Č – čtyřhra |
| WTA 125 (0–2 Č)          |

### Čtyřhra: 2 (0–2)
| Stav       | č. | datum             | turnaj          | povrch | spoluhráčka             | soupeřky ve finále                          | výsledek      |
| ---------- | -- | ----------------- | --------------- | ------ | ----------------------- | ------------------------------------------- | ------------- |
| Finalistka | 1. | 10. června 2018   | Bol, Chorvatsko | tvrdý  | Sílvia Soler Espinosová | Mariana Duqueová Mariñová Wang Ja-fan       | 3–6, 5–7      |
| Finalistka | 2. | 4. listopadu 2018 | Bombaj, Indie   | tvrdý  | Bibiane Schoofsová      | Natela Dzalamidzeová Veronika Kuděrmetovová | 4–6, 6–7(4–7) |

## Finále na okruhu ITF
| Dotace turnajů okruhu ITF | Dotace turnajů okruhu ITF |
| ------------------------- | ------------------------- |
| 100 000 $ tournaments     | 80 000 $ tournaments      |
| 75 000 $ tournaments      | 60 000 $ tournaments      |
| 50 000 $ tournaments      | 25 000 $ tournaments      |
| 15 000 $ tournaments      | 10 000 $ tournaments      |

### Dvouhra: 12 (9–3)
| Stav       | datum              | turnaj                          | povrch | soupeřka ve finále      | výsledek                |
| ---------- | ------------------ | ------------------------------- | ------ | ----------------------- | ----------------------- |
| Vítězka    | 26. srpna 2013     | Caslano, Švýcarsko              | antuka | Chiara Grimmová         | 6–3, 6–1                |
| Vítězka    | 19. května 2014    | Ramla, Izrael                   | tvrdý  | Margarita Lazarevová    | 6–1, 6–3                |
| Vítězka    | 26. května 2014    | Netanja, Izrael                 | tvrdý  | Saray Sterenbachová     | 7–6(7–4), 6–3           |
| Vítězka    | 7. června 2014     | Banja Luka, Bosna a Hercegovina | antuka | Daiana Negreanuová      | 6–2, 6–2                |
| Finalistka | 11. srpna 2014     | Brčko, Bosna a Hercegovina      | antuka | Gabriela Pantůčková     | 7–6(7–5), 6–7(6–8), 3–6 |
| Vítězka    | 1. prosince 2014   | Tel Aviv, Izrael                | tvrdý  | Deniz Chazaniuková      | 6–2, 6–0                |
| Vítězka    | 1. června 2015     | Andižan, Uzbekistán             | tvrdý  | Veronika Kuděrmetovová  | 7–5, 6–3                |
| Vítězka    | 23. listopadu 2015 | Tel Aviv, Izrael                | tvrdý  | Olga Dorošinová         | 6–1, 6–4                |
| Finalistka | 6. března 2016     | Mildura, Austrálie              | tráva  | Anastasija Pivovarovová | 4–6, 6–4, 5–7           |
| Vítězka    | 16. března 2016    | Istanbul, Turecko               | tvrdý  | Anastasija Pivovarovová | 7–5, 2–6, 6–1           |
| Vítězka    | 4. června 2016     | Namangan, Uzbekistán            | tvrdý  | Xenija Lykinová         | 7–5, 7–5                |
| Finalistka | 11. srpna 2018     | Nonthaburi, Thajsko             | tvrdý  | Wang Si-jü              | 3–6 5–7                 |
| Finalistka | 6. ledna 2019      | Hongkong, Čína                  | tvrdý  | Darja Lopatecká         | 4–6, 2–6                |

### Čtyřhra: 17 (12–5)
| Stav       | datum              | turnaj                          | povrch    | spoluhráčka            | soupeřky ve finále                           | výsledek               |
| ---------- | ------------------ | ------------------------------- | --------- | ---------------------- | -------------------------------------------- | ---------------------- |
| Finalistka | 31. srpna 2013     | Caslano, Švýcarsko              | antuka    | Sara Ottomanová        | Chiara Grimmová Jil Teichmannová             | 4–6, 6–4, [4–10]       |
| Finalistka | 29. záčí 2013      | Antalya, Turecko                | antuka    | Kamonwan Buajamová     | Lena-Marie Hofmannová Anna Klasenová         | 2–6, 2–6               |
| Vítězka    | 19. května 2014    | Ramla, Izrael                   | tvrdý     | Margarita Lazarevová   | Sofja Dmitrijevová Alexandra Morozovová      | 6–2, 3–6, [11–9]       |
| Vítězka    | 26. května 2014    | Netanja, Izrael                 | tvrdý     | Pia Konigová           | Mariam Bolkvadzeová Anastasija Pribylovová   | 6–3, 6–2               |
| Vítězka    | 7. června 2014     | Banja Luka, Bosna a Hercegovina | antuka    | Gabriela Pantůčková    | Anita Husaricová Daiana Negreanuová          | bez boje               |
| Vítězka    | 16. června 2014    | Přerov, Česko                   | antuka    | Chantal Škamlová       | Eva Rutarová Karolína Stuchlá                | 6–4, 6–3               |
| Vítězka    | 21. června 2014    | Horb, Německo                   | antuka    | Hilda Melanderová      | Carolin Danielsová Laura Schaederová         | 6–4, 6–1               |
| Finalistka | 10. srpna 2014     | Zaječar, Srbsko                 | antuka    | Alexandra Nancarrowová | Jelizaveta Jančuková Natalija Kostićová      | 3–6, 5–7               |
| Finalistka | 28. listopadu 2015 | Ramat Gan, Izrael               | tvrdý     | Alexandra Morozovová   | Olga Dorošinová Vlada Jekšibarovová          | 2–6, 2–6               |
| Vítězka    | 4. prosince 2015   | Ramat Gan, Izrael               | tvrdý     | Alexandra Morozovová   | Vlada Jekšibarovová Darja Lodikovová         | 6–2, 7–5               |
| Vítězka    | 16. dubna 2016     | Istanbul, Turecko               | tvrdý     | Nigina Abduraimovová   | Valentina Ivachněnková Lidzija Marozavová    | 6–4, 1–6, [10–6]       |
| Vítězka    | 28. května 2016    | Andižan, Uzbekistán             | tvrdý     | Anastasija Vasyljevová | Viktoria Kanová Sabina Šaripovová            | 6–3, 4–6, [10–7]       |
| Vítězka    | 4. února 2017      | Burnie, Austrálie               | tvrdý     | Riko Sawajanagiová     | Alison Baiová Varatčaja Vongteančajová       | 7–6(8–6), 4–6, [10–7]  |
| Vítězka    | 31. března 2018    | Šarm aš-Šajch, Egypt            | tvrdý     | Mariam Bolkvadzeová    | María Paulina Pérezová Paula Andrea Pérezová | 6–2, 7–6(8–6)          |
| Finalistka | 11. srpna 2018     | Nonthaburi, Thajsko             | tvrdý     | Naiktha Bainsová       | Rutudža Bhosaleová Prandžala Jadlapalliová   | 6–2, 0–6, [6–10]       |
| Vítězka    | 14. října 2018     | Cherbourg-en-Cotentin, Francie  | tvrdý (h) | Katarzyna Piterová     | Alicia Barnettová Silva Edenová              | 6–2, 6–1               |
| Vítězka    | 6. ledna 2019      | Hongkong, Čína                  | tvrdý     | Michaëlla Krajiceková  | Čchen Pchej-süan Wu Fang-sien                | 6–4, 6–7(3–7), [12–10] |